# Wasił Panajotow
Wasił Panajotow (ur. 16 lipca 1990 w Goce Dełczew) – bułgarski piłkarz występujący na pozycji pomocnika w Czerno More Warna. Wychowanek Lewskiego Sofia, w swojej karierze grał także w takich klubach, jak Wołow Szumen, Pirin Goce Dełczew, PFK Bansko 1951, Ajia Napa, Zawisza Bydgoszcz, Beroe Stara Zagora, Stal Mielec i Lewski Sofia.